# Isohipsa

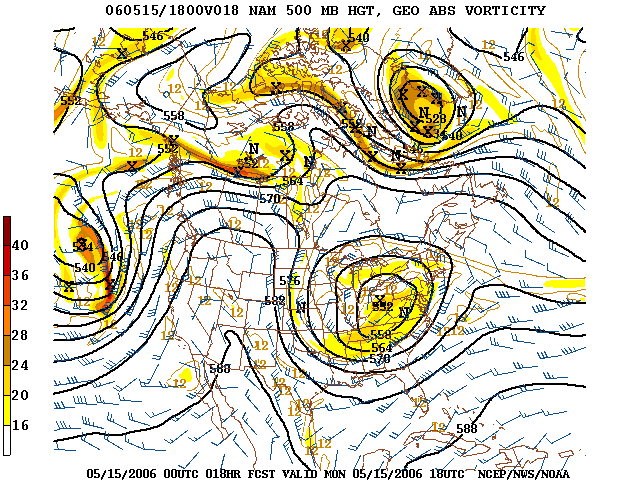
Mapa amb contorns en negre dels isohypses de l'altura del géopotentiel de la pressió de 500 hPa. Aquest mapa mostra les zones de mínima i de màxima altura d'aquesta pressió pel que fa al nivell de la mar

Una isohipsa és en meteorologia una línia d'igual altitud de geopotencial sobre una superfície donada, generalment una superfície isòbara, representada sobre un mapa meteorològic o sobre un gràfic. Es tracta doncs d'una Isolínia d'elevació expressada en unitats de mesura geopotencials (el metre geopotencial és aproximadament igual al metre).
Sobre els mapes meteorològics, el seu valor està anotat en decàmetres geopotencials (exemple: 540 indica una altitud d'aproximadament 5400 metres). Remarcant els contorns de les isohipses, s'obté una imatge que mostra com es distribueixen aquestes altures a la zona d'interès. La superfície isohipsa que té una altitud geopotencial igual a zero representa la superfície de l'altura mitja oceànica.
Aquesta noció s'ha utilitzat sota d'altres noms en cartografia, geologia, oceanografia i hidrologia:
- corba de nivell és la isolínia d'altitud per trobar la forma que pren el terreny ;
- isòbata és la isolínia de profunditat dels oceans o d'un estrat rocós subterrani.